# ウォッカ・コリンズ
ウォッカ・コリンズ (Vodka Collins) は、ウォッカ・ベースのカクテルの一種で、冷たいタイプのロングドリンクである。ジン・ベースのカクテルであるトム・コリンズを元に、ジンをウォッカで置き換えたものと説明され、別名でジョー・コリンズ（Joe Collins）とも呼ばれる。

## 由来
由来はよくわかっていないが、禁酒法が撤廃されて以降の時代のニューヨークで提供されていたことは確かとされる。
「ジョー・コリンズ」の「ジョー」はソビエト連邦首相であったヨシフ・スターリン（Joseph Stalin）に由来する。

## レシピの例
Difford's Guide の例
- ウォッカ - 2ショット
- レモンジュース - 1ショット
- ガムシロップ - 1/2ショット
- 炭酸水 - 適量

家庭で作る場合の例
- ウォッカ - 30 ml
- レモンジュース - 10 ml
- ガムシロップ - 10 ml
- 炭酸水 - 適量

レモンジュースとガムシロップに代えて、レモンジュースに砂糖を溶かし込んだものを用いることもある。

### 作り方
1. シェイカーにウォッカ、レモンジュース、ガムシロップを入れ、シェイクする[3]。
2. 上記を氷を入れたロンググラス[3]、ないし、さらに細長いコリンズ・グラス[4]に注ぎ、炭酸水を加え、軽くステアする。
3. オレンジスライスやチェリーを飾ることもある[1]。